# 斯塔維齊亞河
斯塔維齊亞河（烏克蘭語：Ставиця），是烏克蘭的河流，位於該國西部文尼察州，屬於昆卡河的右支流，流經海辛區諾西夫齊和昆卡，河道全長6.5公里。